# Acetilespiramicina
Acetilespiramicina é um fármaco antibiótico oral pertencente ao grupo dos macrolídeos, usado em infecções bacterianas em locais como tecidos moles, ouvido, laringe e aparelho respiratório.

## Interações
As principais interações deste medicamente são com outros do grupo dos antibióticos macrolídeos, penicilina, novobiocina, vancomicina e cefalosporinas.

## Propriedades
A ação do medicamento atinge tanto bactérias Gram-positívas como Gram negativas.
Gram-positivas
- Staphylococcus aureus
- Staphylococcus epidermidis
- Staphylococcus citreus
- Streptococcus pyogenes
- Streptococcus faecalis
- Streptococcus viridans
- Streptococcus pneumoniae
- Clostridium tetanii
- Corynebacterium diphtheriae
- Bacillus anthracis
- Bacillus subtilis

Gram-negativas
- Bordetella pertussis
- Haemophilus influenzae
- Neisseria gonorrhoeae
- Neisseria meningitidis

Outros
- Clamidias (Chlamydia  trachomatis)
- Micoplasmas (Mycoplasma pneumoniae)
- Espiroquetas  (Treponema pallidum)
- Rickettsias, Legionella pneumophila
- Toxoplasma gondii